# 刘爱军
刘爱军，男，中國共產黨员，中共政治人物和軍事人物，武警少將。
歷任武警江苏省总队参谋长，武警江苏省总队副司令员等。2024年7月，出任武警山东省总队司令员。